# Więzienie w Edynburgu
Więzienie w Edynburgu (ang. The Heart of Midlothian) – powieść historyczna Waltera Scotta z 1818 roku.

## Tytuł
Tytuł The Heart of Midlothian przywołuje nazwę starego szkockiego więzienia, zrównanego z ziemią na rok przed publikacją książki. Znajdowało się ono w Edynburgu, w centrum dawnego hrabstwa Midlothian. Lud nadał temu więzieniu nazwy: «Tolbooth» albo «Serce Midlothian».

## Tło historyczne
Akcję utworu Scott umieścił głównie w roku 1736, a jej zakończenie piętnaście lat później, około 1751 roku. Powieść łączy dwa prawdziwe zdarzenia historyczne, które w rzeczywistości nie miały ze sobą nic wspólnego: zamieszki związane z osobą Porteousa i podróż Helen Walker.

### Zamieszki wokół Porteousa
14 kwietnia 1736 roku doszło w Edynburgu do rozruchów po straceniu przemytnika Andrew Wilsona. Kapitan John Porteous rozkazał wówczas otworzyć ogień do tłumu. Zginęło kilka osób. Porteous został skazany na śmierć, ale w dniu egzekucji jej wykonanie zostało odroczone. 7 września tłum wdarł się do Old Tolbooth, więzienia, w którym kapitan był więziony i dokonał samosądu.

### Podróż Helen Walker
Około 1737 roku, Isobel, młodsza siostra Helen Walker została oskarżona o ukrywanie ciąży i dzieciobójstwo. Adwokat nakłaniał Helen, by uratowała siostrę, zeznając fałszywie przed sądem, że siostra poinformowała ją o swej ciąży. Helen odmówiła. Isobel została skazana na śmierć. Wówczas Helen wyruszyła z Edynburga do Londynu, gdzie dzięki pomocy księcia Argyle uzyskała ułaskawienie dla siostry.

## Treść

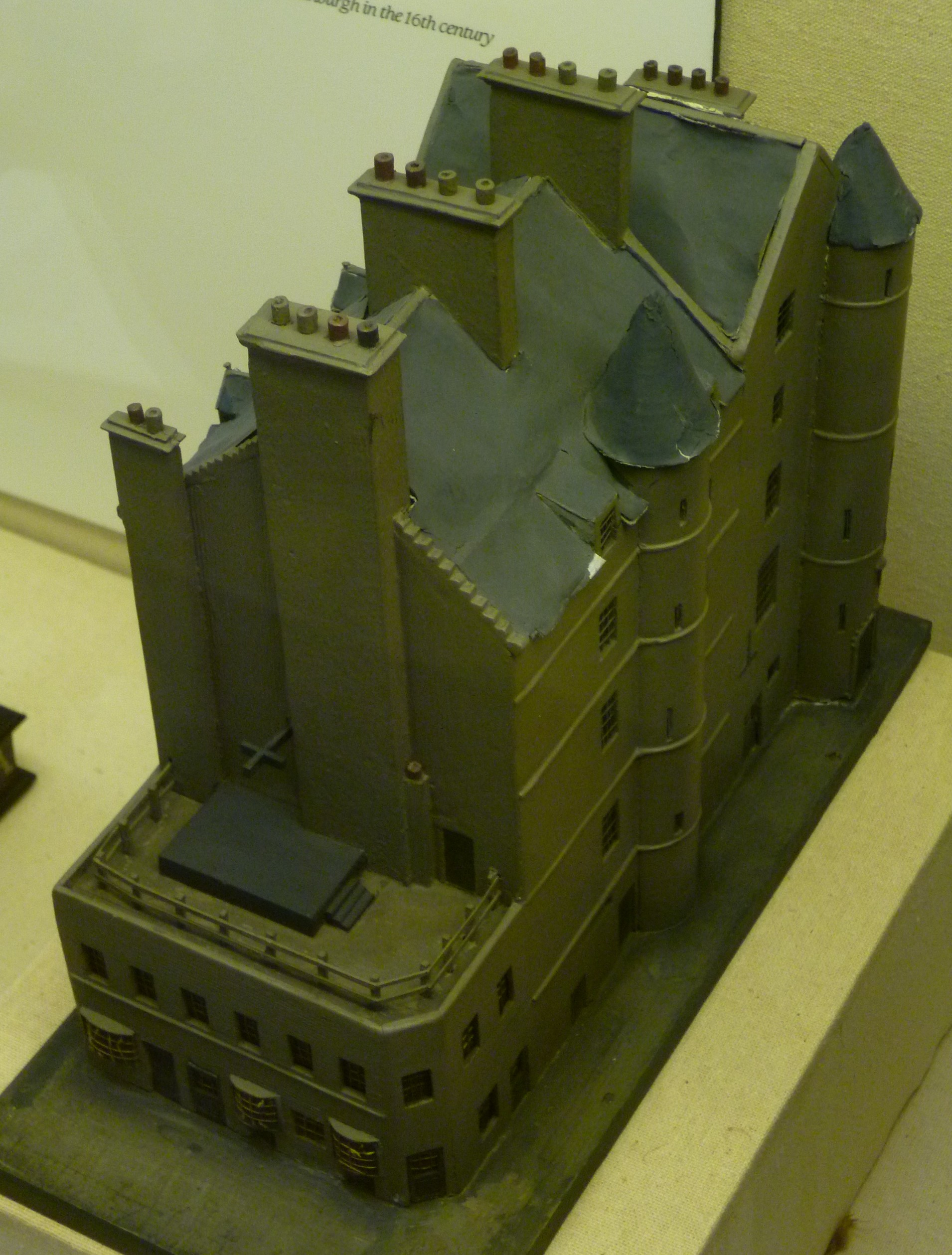
Makieta więzienia Old Tolbooth

W edynburskim więzieniu nieszczęśliwa Effie Deans oczekuje na proces za zamordowanie swego nieślubnego dziecka. W tym samym więzieniu przebywa John Porteous, kapitan gwardii miejskiej, który o mało nie zawisł na szubienicy za wydanie nieuzasadnionego rozkazu strzelania do tłumu, co spowodowało śmierć wielu osób. Zamaskowani mężczyźni wdzierają się do więzienia, porywają Porteousa i wieszają go na ulicznym słupie. Jednym z napastników jest George Stauton, ojciec dziecka Effie, który korzystając z okazji, chce swą kochankę uwolnić. Effie jednakże odmawia.
Może ją jeszcze uratować jej siostra Jeanie, składając fałszywe zeznania przed sądem. Nie chce wszakże tego uczynić i Effie zostaje skazana na śmierć. Jeanie wyrusza pieszo do Londynu, by dzięki protekcji pewnego szkockiego arystokraty uzyskać audiencję u królowej Karoliny, żony króla Jerzego II. Jej błagalna przemowa doprowadza do ułaskawienia Effie.
Wypuszczona z więzienia główna bohaterka wychodzi za mąż za Stauntona, a Jeanie poślubia pastora prezbiteriańskiego. Podwójny ślub nie jest jednak finałem powieści. Ci, którzy doczekali się potomstwa, zanim połączył ich sakramentalny węzeł, nie mogą cieszyć się błogosławieństwem konserwatywnego pisarza. Okazuje się, że syn Effie nie zginął. Został uprowadzony i wydany bandytom przez na wpół obłąkaną Madge Wildfire, córkę Margaret Murdocksen, która opiekowała się Effie podczas połogu. Staunton udaje się na poszukiwanie chłopca i ginie z jego ręki w potyczce.

## Charakterystyka powieści
Akcja powieści, rozgrywająca się w czwartej dekadzie XVIII wieku, skoncentrowana wokół procesu Effie, jego przyczyn i skutków, należy do najlepiej skonstruowanych w dorobku Scotta. Powieść zawiera kilka znakomitych scen, których pisarzowi nigdy nie udało się przewyższyć: zamieszki uliczne podczas wieszania kapitana Porteousa, proces Effie, audiencja Jeanie u królowej, śmierć ojca obydwu bohaterek, Daviego Deansa. Bohaterowie powieści zostali ukazani na bardzo szerokim tle społecznym. Ich postępowanie jest głęboko umotywowane wpływem środowiska, w którym żyją. Odmowa złożenia fałszywych zeznań przez Jeanie i jej pielgrzymka do Londynu wynikają z jej kalwińskiej mentalności. Upadek Effie został spowodowany jej życiem w stolicy wśród bogactwa i kryminalnej biedoty, prawników i przemytników, jej odwróceniem się od obyczajów wyniesionych z ojcowskiego domu.
Powieść jest jednocześnie po grecku tragiczna i romantyczna w swojej nienawiści do świata rewolucji przemysłowej i przywiązaniem do dawnego porządku społecznego i jego moralności. Książka odniosła, będący zaskoczeniem nawet dla jej autora, niezwykły sukces wydawniczy. Domownicy wyrywali ją sobie z rąk. Na każdym przyjęciu zarówno w Szkocji jak i w Anglii była głównym przedmiotem konwersacji. Fascynowano się zwłaszcza Jeanie Deans, postacią cnotliwą i pozytywną, a zarazem żywą i interesującą.

## Postaci

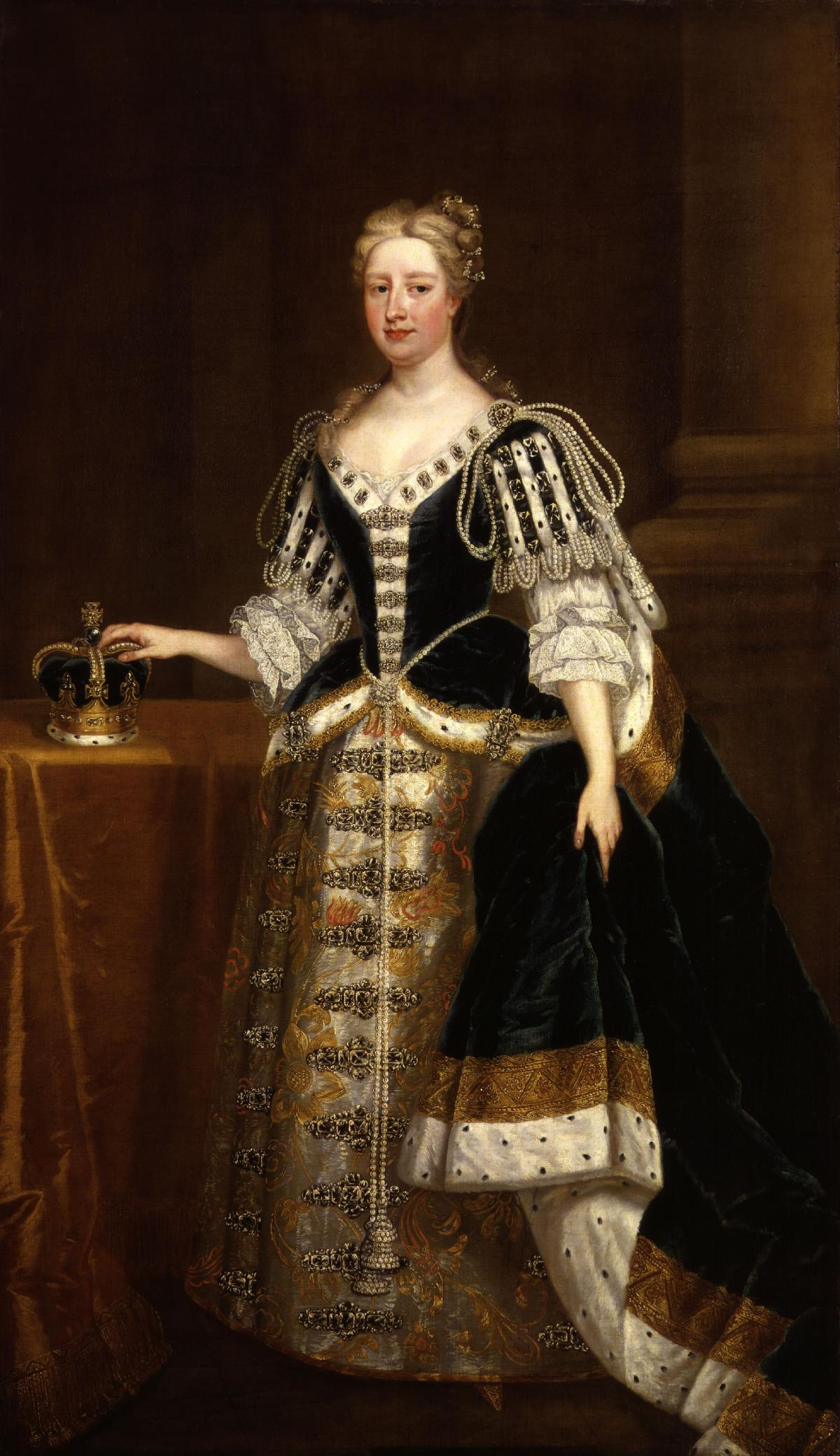
Królowa Karolina

- Andrew Wilson zwany «Handie Dandie» – były piekarz, obecnie przemytnik; spokojny, stanowczy, zręczny, odważny.
- Geordie (George) Robertson – dwudziestopięciolatek, wspólnik Wilsona. Uwiódł najpierw Madge, potem Effie. Rozpieszczony, kapryśny, lubi zabawę. Dumny, wzgardliwy, odważny, brutalny, o twardym sercu. Rozpustny, bezczelny, porywczy. Nie czuje wyrzutów sumienia z powodu zamordowania Porteousa. Wzbudza w Effie tyleż lęku co miłości. Jest synem wielebnego Stauntona, który współczuje «nieszczęśliwemu maleństwu». Poślubiwszy go Effie obawia się, że zostanie zdemaskowana i zamordowana. Zostawszy szanowaną osobą sir George staje się zazdrosny o dobre imię swej rodziny.
- Jock (John) Porteous – kapitan gwardii miejskiej Edynburga. Postać historyczna. Kompetentny dowódca, człowiek rozwiązłych obyczajów, brutalny ojciec i mąż.
- królowa Karolina – żona Jerzego II. Postać historyczna. Dumna z natury, daje się ponieść emocjom, ale szybko je powściąga. Kocha bardziej rzeczywistość władzy niż jej oznaki. Wywiera wielki wpływ na życie polityczne Anglii.
- Bartoline Saddletree – rymarz i rzemieślnik produkujący uprzęże, mieszkający niedaleko więzienia. Entuzjasta postępowań sądowych, częściej bywa w Izbie Parlamentu niż w swoim sklepie. Swe gadulstwo bierze za elokwencję. Niezbyt dobry w ripostowaniu.
- Pani Saddletree – żona Bartoline'a, aktywna i pracowita. To ona sprawia, że ich wspólne przedsiębiorstwo funkcjonuje. Daleka krewna Davie'go Deansa. Uważna, przenikliwa, życzliwa, hojna, wrażliwa, ale pozbawiona delikatności.
- Reuben Butler – młody duchowny, wyświęcony, który nie jest jednak proboszczem parafii. Pełni obowiązki zastępczego nauczyciela w Libberton, parafii niedaleko Edynburga. Pochodzi z Anglii. Urodził się w Szkocji. Jego dziadek Stefan, który przybył z Monkiem w 1651 roku, uratował życie dziadkowi księcia Argyle. Reuben kupuje rzemień od pani Saddletree, żeby dyscyplinować swych uczniów. Bezkompromisowy w sprawach gramatyki. Przechwala się swoją wiedzą. Słabego zdrowia, blady, chudy, cierpiący. Lekko kuleje. Z usposobienia łagodny i powściągliwy. W poczynaniach ostrożny, rozsądny a jednocześnie przebiegły. Odważny bardziej z zasady niż z temperamentu. Charakter prosty, obdarzony zdrowym rozsądkiem i prawością. Uwielbiany przez babcię, zbyt pobłażliwą, co zaszczepiło w nim w nim pewną nieufność do siebie i skłonność do przeceniania siebie. Kocha Jeanie Deans i jest przez nią kochany. Jest wszakże zbyt biedny, żeby ją poślubić.
- Jeanie Deans – córka Davie'ego z pierwszego małżeństwa, przyrodnia siostra Effie. Poważna, refleksyjna, naiwnie prosta. Nie odznacza się porażającym wdziękiem. Żywego temperamentu, bardzo pracowita. Odznaczająca się bystrością umysłu, która pozwala jej wypowiadać sądy bardziej przenikliwe niż jej uczony mąż. Mocnego charakteru, mówi: Nie mam praw czynić zła, choćby miało z tego wyniknąć dobro. Wychowana w wierze prezbiteriańskiej, nie powołuje się na nią nieustannie jak jej ojciec. Wystarcza jej wierność dziewiątemu przykazaniu. Wbrew wszelkim oczekiwaniom to Jeanie, a nie Effie urzeka czytelnika, choć nie wyróżnia się ani urodą, ani pasją życia.
- Davie Deans – w galerii oryginałów Scotta, Davie Deans zajmuje szczególne miejsce, chociażby ze względu na swe wypowiedzi. „Odważny Davie” jest zamożnym, a nawet bogatym hodowcą krów. Ascetyczny i surowy, jest jednocześnie człowiekiem wnikliwym i stanowczym. Nie lubi tych, którzy nie szanują prawa własności. Obraził się, gdy nazwano go «kamerończykiem». Przede wszystkim dlatego, że jest zbyt dumny, by uznać się za ucznia kogokolwiek. Po wtóre, ponieważ wierzy, że imię męczennika Richarda Camerona zostało splamione utworzeniem pułku Kameronianów, którego żołnierze klną i mówią bezeceństwa. Wreszcie, dlatego, że piszczałki i bębny pułkowe grają «próżne i bluźniercze» melodie. Davie, ostatni bastion cnoty, zostaje brutalnie sprowadzony do rzeczywistości, gdy jego córka zostaje aresztowana za dzieciobójstwo. W tej sytuacji niektórzy z jego znajomych obawiają się, że zamiast martwić się znalezieniem najlepszych prawników, „ten wariat” celowo poświęci swoją córkę swoim «kamerońskim nonsensom», czego jednak nie robi. Musi, „jak inni wielcy ludzie”, starać się pogodzić swoje teoretyczne zasady z okolicznościami życia.
- Jock (John) Dumbie, dziedzic Dumbiedikes – Samolubny, oszczędny, milczący i nieśmiały. W myśleniu powolny, w rozmowie niezręczny. Gnuśny i leniwy, są jednak sprawy, o które może się rozzłościć i stać się niebezpiecznym. Przez kilka lat odwiedza dom Deansów i kontempluje Jeanie, ale nie decyduje się jej oświadczyć.
- Jim oualbo Jem (James) Ratcliffe, zwany «Papą Szczurem», albo «Szczurkiem» – pięćdziesięciolatek, złodziej czterokrotnie skazany na szubienicę. Sprytny, żywy, bezczelny. Raczej łotrzyk niż okrutnik.
- Effie Deans właśc. Eufemia – córka Davie'ego Deansa z drugiego małżeństwa. Siedemnastolatka, z powodu swej urody zwana Lilią z Sant Leonard. Zatrudniona w sklepie pani Saddle tree. Oskarżona o dzieciobójstwo. Wrażliwa, ze sporą dozą miłości własnej i uporu. Nieposłuszna, drażliwa i porywcza.
- Madge Wildfire lub «Hellfire» (Magdalen Murdockson) – osiemnasto- lub dwudziestolatka, była dziewczyna Robertsona. Obłąkana, ze sporą domieszką złośliwości: rodzaj umysłu wątpliwego, niepewnego i mrocznego, który zmienia się pod wpływem najmniejszych okoliczności. Mówi dużo, w niezrozumiały i błędny sposób. Bardzo lubi śpiewać.
- Maggie lub Meg (Margaret) Murdockson, z domu MacCraw – «Krwawa babcia», «Matka potępienia». Jej córką jest Madge. Jest wdową po żołnierzu z regimentu Kameronianów, służy u wielebnego Stauntona. Kłótliwa wiedźma, złośliwa, okrutna, nieżyczliwa, gwałtowna, mściwa. Madge mówi, że lata na miotle ze swoim mężem Szatanem – w co wszyscy są skłonni uwierzyć.
- Książę Argyle i Greenwich, MacCallummore, MacCummin – postać historyczna. Par i prywatny doradca króla. Występuje również w Rob Royu. Popularny w Szkocji, był przyjacielem każdego Szkota, często występował w obronie swych rodaków. Uzdolniony militarnie, oddał wielkie przysługi domowi hanowerskiemu w czasie powstania jakobickiego w 1715 roku. Występował odważnie w parlamencie przeciw nadużyciom, przez co nie cieszył się łaską możnych angielskich. W momencie przybycia Jeanie do Londynu znajdował się w niełasce u króla i królowej.

## Polskie tłumaczenie
Książka ukazała się w języku polskim w tłumaczeniu Franciszka Salezego Dmochowskiego w czterech tomach. Dwa pierwsze zostały wydane w 1827, dwa następne w 1828 roku nakładem Gazety Korespondenta Warszawskiego i Zagranicznego w Warszawie.